# Gongrocnemis nigricauda
Gongrocnemis nigricauda är en insektsart som först beskrevs av Bruner, L. 1915.  Gongrocnemis nigricauda ingår i släktet Gongrocnemis och familjen vårtbitare. Inga underarter finns listade i Catalogue of Life.